# Ревуха (Летичевский район)
Реву́ха (укр. Ревуха) — село в Летичевском районе Хмельницкой области Украины.
Население по переписи 2001 года составляло 110 человек. Почтовый индекс — 31542. Телефонный код — 3857. Занимает площадь 0,877 км². Код КОАТУУ — 6823084603.

## Местный совет
31500, Хмельницкая обл., Летичевский р-н, с. Рудня, ул. Центральная, 15